# سيد الخواتم: جولوم
سيد الخواتم: جولوم (بالإنجليزية: The Lord of the Rings: Gollum)‏ هي لعبة أكشن-مغامرات.من المقرر إصدار اللعبة في 2022 على منصات مايكروسوفت ويندوز،بلاي ستيشن 4،بلاي ستيشن 5،نينتندو سويتش،إكس بوكس ون وإكس بوكس سيريس إكس وسيريس أس.